# E31

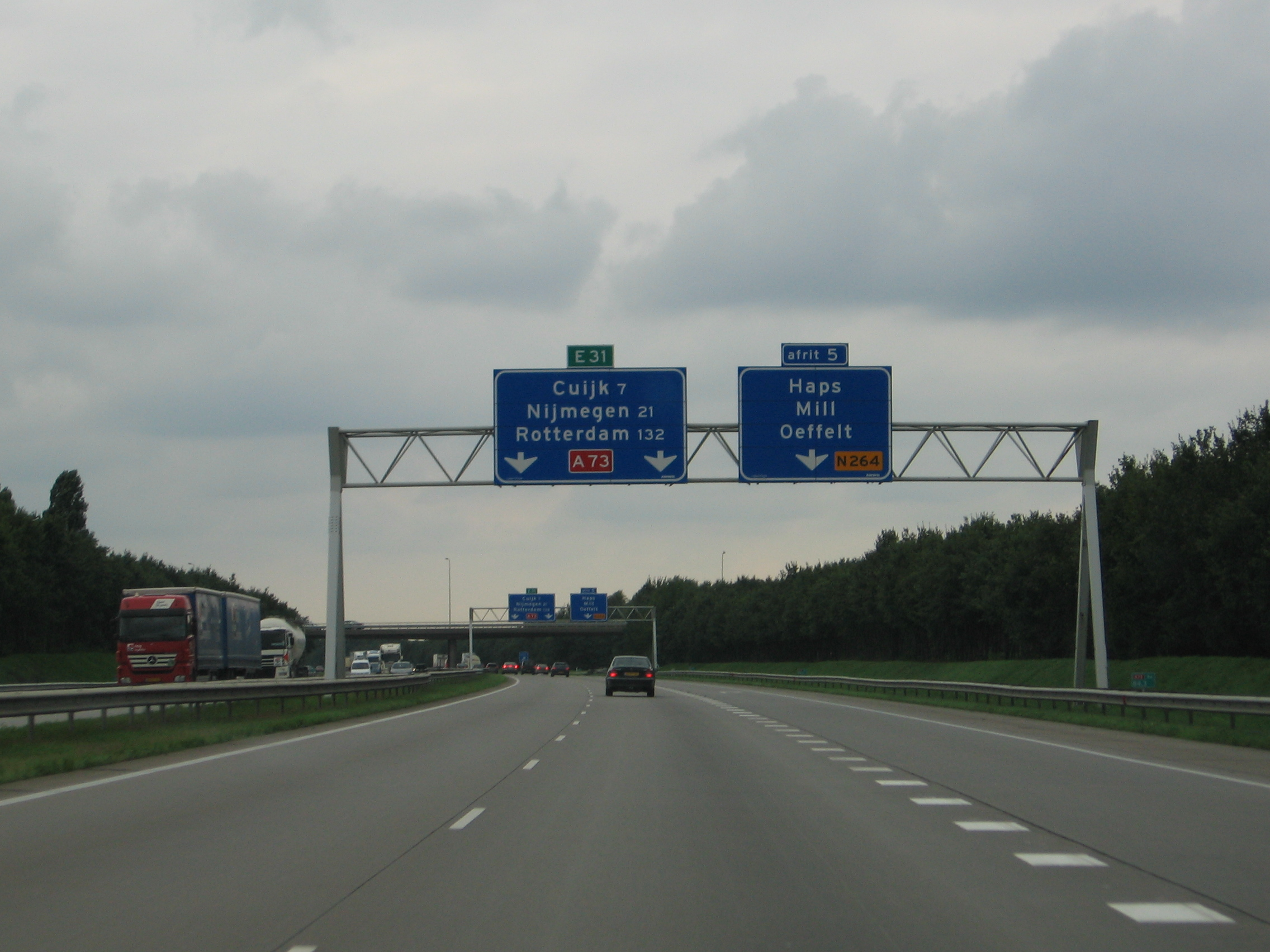
E34/A73 i Nederländerna mellan Nijmegen och gränsen mot Tyskland.

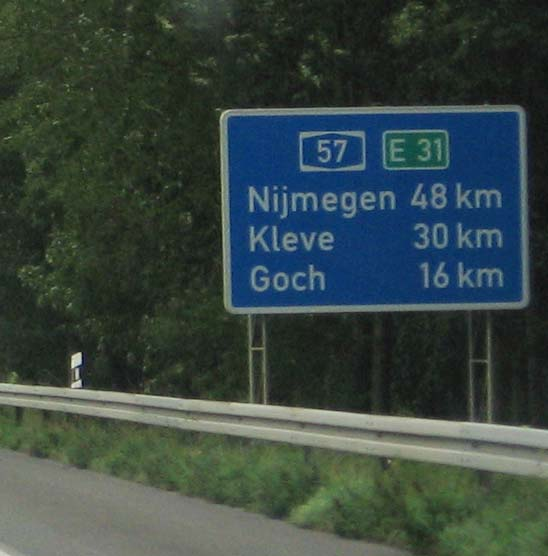
E34/A57 i Tyskland ett par mil från gränsen mot Nederländerna.

E31 eller Europaväg 31 är en europaväg som börjar i Rotterdam i Nederländerna och slutar i Ludwigshafen i Tyskland. Längden är 520 kilometer.

## Sträckning
Rotterdam - Gorinchen - Nijmegen - (gräns Nederländerna-Tyskland) - Goch - Krefeld - Köln - Koblenz - Bingen am Rhein - Ludwigshafen

## Standard
Vägen är motorväg hela vägen. Den nyttjar följande nationella motorvägar:
- A15 (motorväg, Nederländerna)
- A73 (motorväg, Nederländerna)
- A57 (motorväg, Tyskland)
- A1 (motorväg, Tyskland)
- A61 (motorväg, Tyskland)

## Anslutningar till andra europavägar
| - E19 - E311 - E25 - E34 |  | - E37 - E40 - E44 - E42 - E50 |